# Joanyar
Joanyar is een bestuurslaag in het regentschap Buleleng van de provincie Bali, Indonesië. Joanyar telt 2388 inwoners (volkstelling 2010).